# Martim Correia de Sá e Benevides Velasco
Martim Correia de Sá e Benevides Velasco (6 de junho de 1639 – Setúbal, 28 de outubro de 1678), coronel, foi o primeiro Visconde de Asseca (15 de janeiro de 1666), depois de ter servido duma forma exemplar na Guerra da Restauração da Independência de Portugal, nas vitoriosas batalhas do Ameixial e dos Montes Claros.

## Dados genealógicos
Filho de Salvador Correia de Sá e Benevides, general da Armada do Comércio e do Conselho da Guerra, alcaide-mor do Rio de Janeiro, governador de Angola, comendador de S. Salvador de Alagoa e S. João de Cassia. E de D. Juana Catalina Ramirez de Velasco.
Casou-se em agosto de 1666 com Dona Ângela de Melo, que depois de viúva foi dama de honor da rainha D. Maria Sofia, e era filha herdeira de D. Diogo d´Almeida, comendador de Santa Maria de Mesquitela, São Salvador de Ribas de Basto e das Duas Igrejas, e de D. Luísa Maria da Silva, filha de D. Antão de Almada.
Tiveram:
1. Salvador Correia de Sá e Benevides Velasco (1665 - 4 de outubro de 1678), 2º Visconde de Asseca. Morreu precocemente sem descendência.
2. Diogo Correia de Sá e Benevides Velasco, 3º Visconde de Asseca, por morte do irmão assumiu a chefia da família. Casou com D. Inês Isabel Virgínia da Hungria de Lencastre. Com descendência.
3. Maria Antónia da Silva que nasceu por volta de 1670 e casou com Martim de Sousa e Menezes, 3º Conde de Vila Flor, copeiro mor.[3]
4. Teresa da Silva (Maria Teresa de São José, a partir de 6 de Março de 1684[4]) freira carmelita descalça no Mosteiro de Santo Alberto de Lisboa, onde foi prioreza.[3]